# Villingsberg
Villingsberg är en by i Karlskoga kommun, cirka en mil öster om centralorten Karlskoga. Denna ort ligger i landskapet Närke, vilket skiljer den från stora delar av övriga kommunen, som ligger i Värmland. E18 passerar genom orten.
Villingsberg klassificerades som småort (52 invånare) fram till år 2005. Därefter har orten ej uppfyllt kriterierna för småort.

## Historia
Villingsberg växte fram kring Villingsbergs bruk, som etablerades i Knista socken, Edsbergs härad i Örebro län, av Hans Meinich och Peter Bohm.

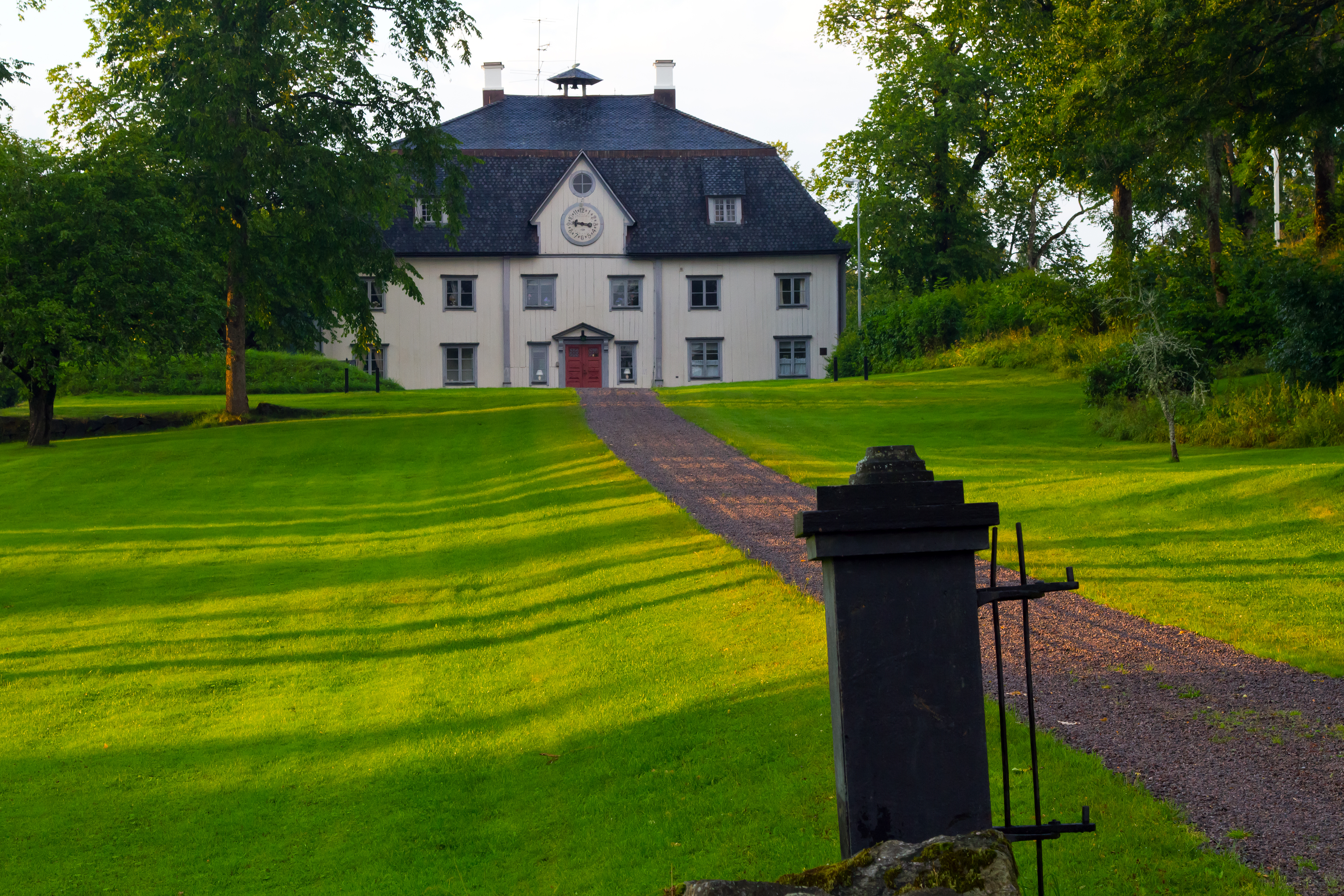
Villingsbergs herrgård, 2013.

Till bruket hörde också brukspatronens bostad, Villingsbergs herrgård, som är en bruksgård i trä av ansenliga proportioner. Den nuvarande herrgården färdigställdes 1752 och blev statligt byggnadsminne 1947. Till övriga kulturhistoriskt intressanta byggnader räknas lusthuset "Dianas tempel", från 1830-talet.
Villingsberg kom i greve Carl Gustaf Rehnskiölds ägo genom gifte med Elisabeth Hansdotter Funck.
Bruket köptes efter hans död av Bengt Erlandsson von Hofsten, 1722. Sten-Erland von Hofsten var en av de senare ägarna. 1856 sålde den senare det till Carl Johan Yngström. Willingsbergs AB bildades av honom 1885.
I mitten av 1800-talet hade Villingsberg en skola, som 1851 hade 56 elever. Orten hade egen poststation från 1949 till 1969 och hade så sent som i mitten av 1980-talet en fungerande lanthandel.

## Försvarsmakten

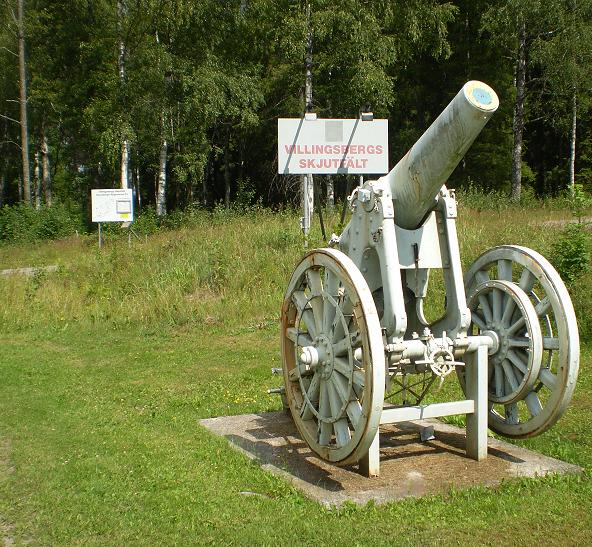
Villingsbergs skjutfält

Försvarsmakten disponerar sedan 1943 Villingsbergs skjutfält i Villingsberg, som framförallt fungerat som artilleriskjutfält. I norra änden av sjön Stora Villingen ligger lägret som bland annat fungerat som förläggning för Artilleriets skjutskola (ArtSS). Lägret förvaltades fram till 2005 av Artilleriregementet (A 9) i Kristinehamn, men förvaltas sedan 2006 av Skaraborgs regemente (P 4) i Skövde.
I samband med att A9 återöppnas kommer Villingsbergs skjutfält återigen att tas i bruk. Villingsberg och Kristinehamn fanns också med på den lista över områden och regementen där Sverige och USA har avtalat om ett fördjupat samarbete.

## Kommunikationer
En busshållplats inom orten förser Villingsberg med goda förbindelser både till Karlskoga och Örebro. Hållplatsen drogs in den 14 december 2014, detta på grund av att Länstrafiken Örebro ansåg att hållplatserna, på vardera sida om E18, inte var tillräckligt trafiksäkra att angöra. Den återinvigdes i december 2017.